# Rovine romane di Milreu

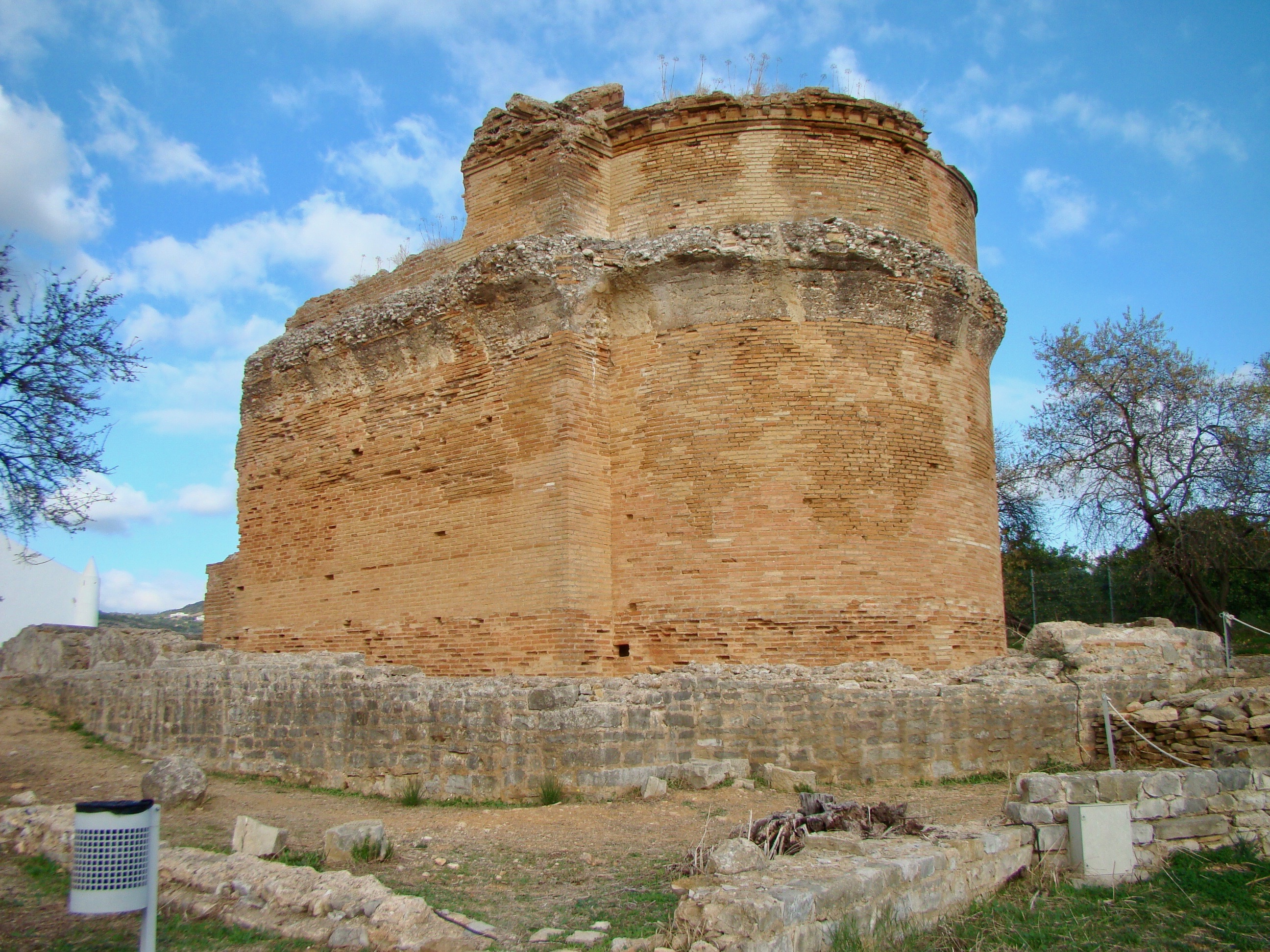
Rovine del tempio nel complesso di Milreu

Le rovine romane di Milreu (in portoghese: Ruinas Romanas de Milreu) sono i resti di un'importante villa rustica romana situata nella parrocchia civile di Estói, nel comune di Faro, in Portogallo, classificata come Monumento Nazionale. Le rovine di Milreu costituiscono la più importante e ben conservata testimonianza della presenza romana in Algarve. Sono costituite principalmente dai resti di una villa un tempo lussuosa con terme annesse e da diversi edifici circostanti, tra cui un tempio, un mausoleo e strutture industriali e commerciali. Il sito archeologico conserva ancora parte degli sfarzosi mosaici di un tempo (per lo più con motivi marittimi) che decoravano il pavimento e le pareti della villa. Nell'area si trova anche una casa del XVI secolo e un centro di documentazione.

## Storia

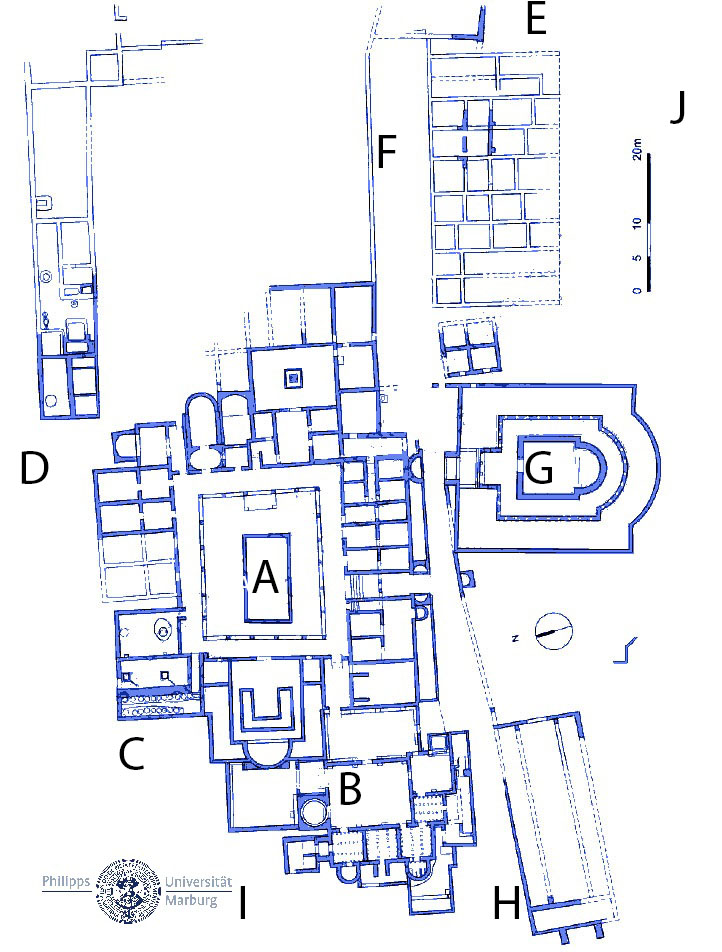
Mappa del sito di Milreu: Mappa dell'area urbana di Milreu. Descrizione: A - Edificio residenziale; B - Terme; C - Frantoi; D - Casa del vino; E - Mausoleo; F - Abitazioni operaie; G - Tempio; H - Edificio commerciale; I - Area coltivata a giardino

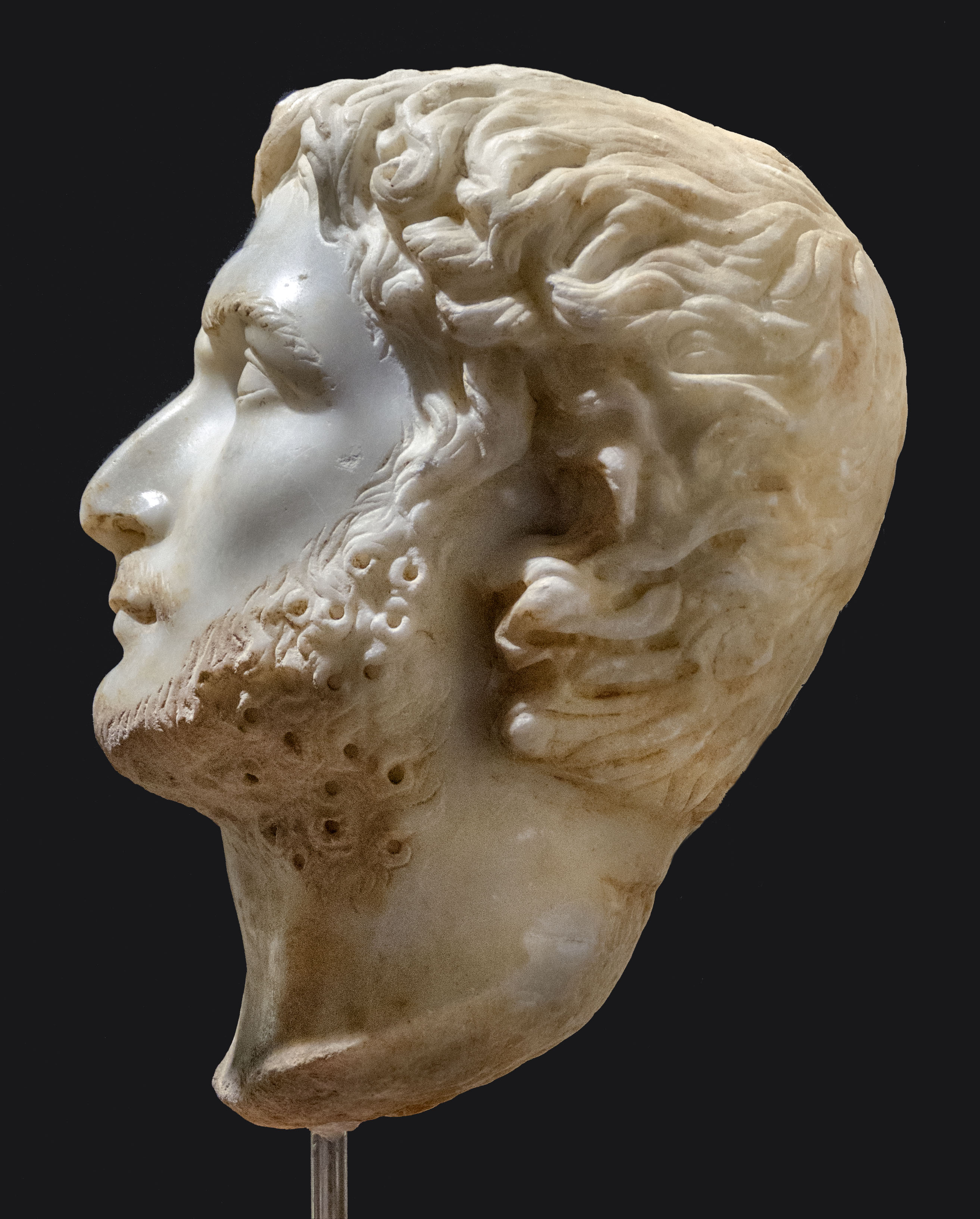
Busto dell'imperatore Gallieno, ritrovato a Milreu

La città fu costruita e abitata per la prima volta nel I secolo, con tracce di occupazione continua fino al X secolo. Paragonabile a un gran numero di ville rustiche in Italia e in Spagna, Milreu si distinse come complesso di lusso per le sue ampie e pompose decorazioni a mosaico, gli antichi busti imperiali, il tempio dedicato a una divinità dell'acqua, lo splendido giardino e i frantoi. Gli scavi successivi hanno messo in evidenza una lunga tradizione di culto a Milreu, dimostrando che dopo il VI secolo l'edificio fu convertito in una chiesa cristiana; il cortile fu utilizzato come cimitero anche durante l'occupazione musulmana. Nella prima metà del X secolo, le volte del sito furono rovinate e l'area fu abbandonata. 
Le rovine furono scoperte nel 1877 dall'archeologo portoghese Estácio da Veiga. Gli scavi di Da Veiga alla fine del XIX secolo hanno portato alla luce opere a mosaico sepolte sotto l'abitazione e gli impianti di vinificazione.
Il 1º giugno 1992, la proprietà è stata posta sotto la protezione dell'Instituto Português do Património Arquitetónico. Il sito è stato incluso nel Programma di valorizzazione e divulgazione turistica del 1999, nell'ambito del progetto Itinerários Arqueológicos do Alentejo e Algarve del Ministério do Comércio e Turismo e della Secretaria de Estado da Cultura. Il 23 giugno 2001 è stata indetta una gara d'appalto per la ristrutturazione della casa rurale del XVI secolo per la costruzione di un centro interpretativo, vinta dagli architetti Ditza Reis e Pedro Serra Alves. I lavori sul sito comprendevano la costruzione civile e l'elettrificazione, lo scavo, la conservazione e il restauro delle mura. Il sito è stato inaugurato nuovamente il 19 novembre 2003, con l'apertura di una mostra permanente.
Dal 20 dicembre 2007, la proprietà è stata posta sotto l'autorità della Direção Regional da Cultura do Algarve.